# 索尼娅·格雷
索尼娅·格雷（英語：Sonya Gray，1959年11月8日—），澳大利亚女子游泳运动员。她曾代表澳大利亚参加1974年英联邦运动会游泳比赛，获得一枚金牌和一枚银牌。她也曾参加1976年夏季奥运会。